# El Argoub
El Argoub ou El Aargub (arabe : العركوب) est un village dans la province d'Oued Ed-Dahab, dans la région de Dakhla-Oued Ed-Dahab au sud du Maroc.

## Géographie
Le village d'El Argoub est situé sur la côte atlantique, à quelques kilomètres de Dakhla, chef-lieu de la province d'Oued Ed-Dahab, dans la région Dakhla-Oued Ed-Dahab.Ce village se situe au Maroc dans les territoires du Sahara disputé par le Sahara Occidental.

## Climat
El Argoub possède un climat désertique chaud (classification de Köppen BWh). La température moyenne annuelle est de 20,4 °C. La moyenne des précipitations annuelles est de 38 mm.